# Bienal Colombiana de Arquitectura
La Bienal Colombiana de Arquitectura y  Urbanismo es un evento organizado por la Sociedad Colombiana de Arquitectos, a través de la cual se muestra con regularidad un panorama representativo del ejercicio profesional en el país, distribuido en ocho categorías que abarcan todos los campos de la arquitectura, incluidos el ordenamiento territorial, el diseño urbano, el proyecto arquitectónico, la vivienda, el diseño de interiores, la intervención en el patrimonio, la investigación y las publicaciones, igualmente se otorga el premio nacional de arquitectura.

## Ediciones
- 1962 I      edición Bogotá
- 1964 II     edición Bogotá
- 1966 III    edición Bogotá
- 1970 IV     edición Bogotá
- 1974-75 V      edición Bogotá
- 1976 VI     edición Bogotá
- 1979 VII    edición Bogotá
- 1981 VIII   edición Bogotá
- 1983 IX     edición Bogotá
- 1986 X      edición Bogotá
- 1988 XI     edición Bogotá
- 1990 XII    edición Bogotá
- 1992 XIII   edición Bogotá
- 1994 XIV    edición Bogotá
- 1996 XV     edición Bogotá
- 1998 XVI     edición Bogotá
- 2000 XVII   edición Medellín
- 2002 XVIII  edición Cartagena de Indias
- 2004 XIX    edición Cartagena de Indias
- 2006 XX     edición Bogotá
- 2008 XXI    edición Cartagena de Indias
- 2010 XXII   edición Medellín
- 2012 XXIII  edición Armenia
- 2014 XXIV   edición Bucaramanga
- 2016 XXV    edición Cartagena de Indias
- 2018 XXVI    edición Cartagena de Indias
- 2020 XXVII    edición Virtual
- 2022 XXVIII    edición Bucaramanga